# 動物取扱業
動物取扱業（どうぶつとりあつかいぎょう）とは、日本において動物（哺乳類・鳥類・爬虫類）の繁殖、飼育、展示、売買などを行う者を指す用語である。

## 概要
動物の愛護及び管理に関する法律（動物愛護管理法）の2005年の改正で導入された。
動物を扱う多くの業態がこの対象とされ、対象は下記の業態に分けられる。下記に該当する業態については都道府県あるいは政令指定都市への登録が必要となる。
- 販売
  - 小売商（ペットショップ）
  - 繁殖家（ブリーダー）
- 保管
  - ペットホテル、ペットの美容サロン
- 貸出
  - 動物プロダクション、動物園、水族館（繁殖などで動物の他園への貸出がある）
- 訓練
  - 訓練業者
- 展示
  - 動物園、水族館、サーカス、乗馬、アニマルセラピー（猫カフェなどのアニマルカフェ）
- 競りあっせん業
- 譲受飼養業

なお、対象の動物から産業動物や実験動物は除外されているため、酪農家、畜産農家、養鶏場、養蜂家、競走馬の生産牧場や調教師などは対象外である。

## 区分
2013年の法改正で、動物取扱業のうち営利業者を第一種動物取扱業、非営利業者を第二種動物取扱業と区分し、第一種動物取扱業の内、特に犬や猫の繁殖や販売については、犬猫等販売業と区分された。
第一種動物取扱業の登録申請には「動物取扱責任者」の常勤が必要となる。

## 動物取扱責任者
東京都動物愛護相談センターのサイトには「動物取扱責任者は、第一種動物取扱業の登録申請に必要な要件であり、独立した資格に類するものではありません。」との記載があるが、獣医師や愛玩動物看護師の免許の取得者のほか、一定の資格・学校の卒業と実務経験を有する人が動物取扱責任者研修を受講する資格を有する形になる。
詳細については、各都道府県の動物関連部署（東京都であれば東京都動物愛護相談センター）に確認のこと。